# Kalınçam, Tonya
Kalınçam là một xã thuộc huyện Tonya, tỉnh Trabzon, Thổ Nhĩ Kỳ. Dân số thời điểm năm 2011 là 787 người.